# Compagnie des Chemins de fer de Milly à Formerie et de Noyon à Guiscard et à Lassigny

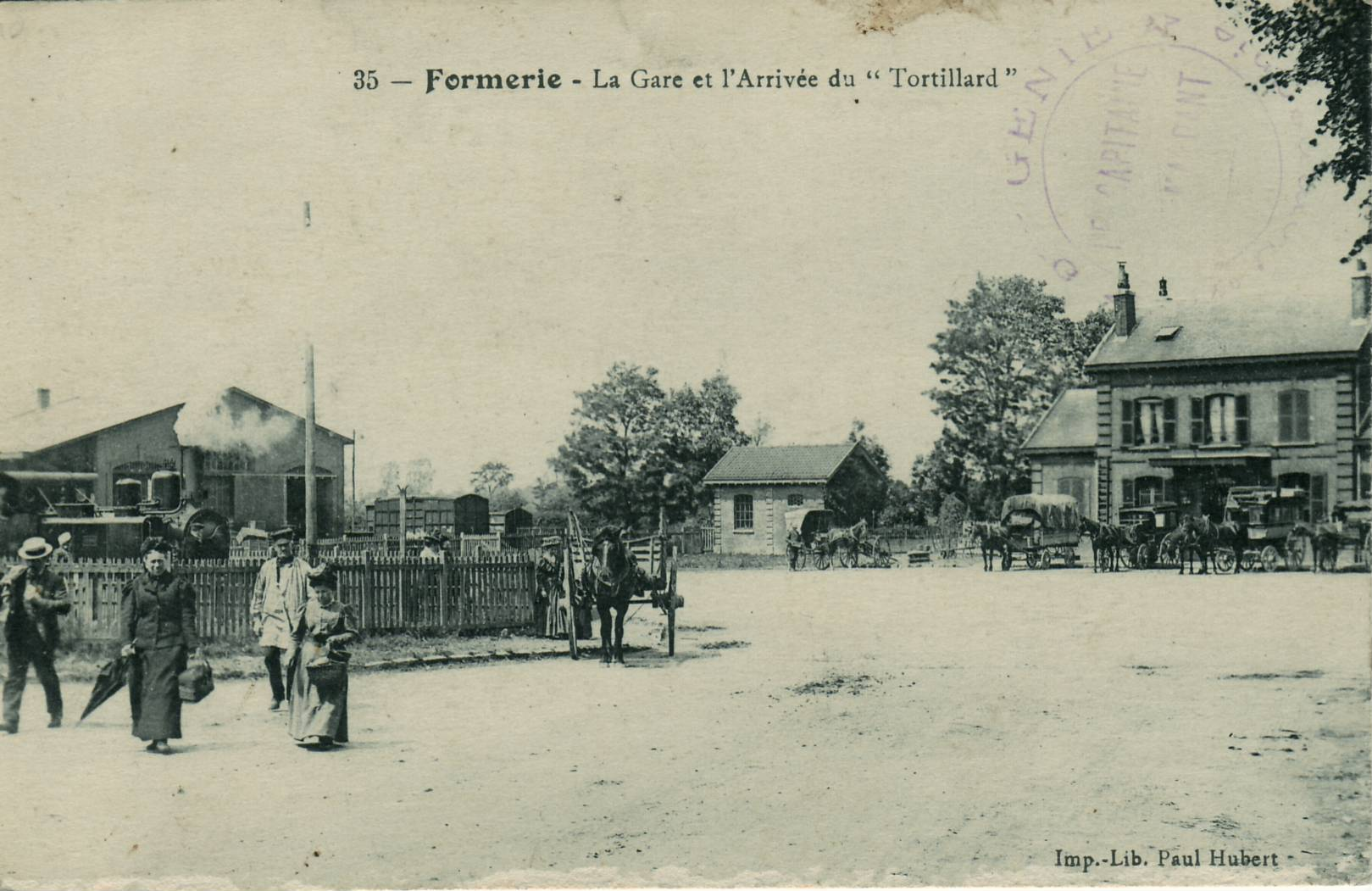
Le terminus de Formerie : on voit le train en provenance de Milly derrière la clôture, à gauche du cliché. Au fond, le bâtiment de la Compagnie du Nord sur la ligne Amiens - Rouen

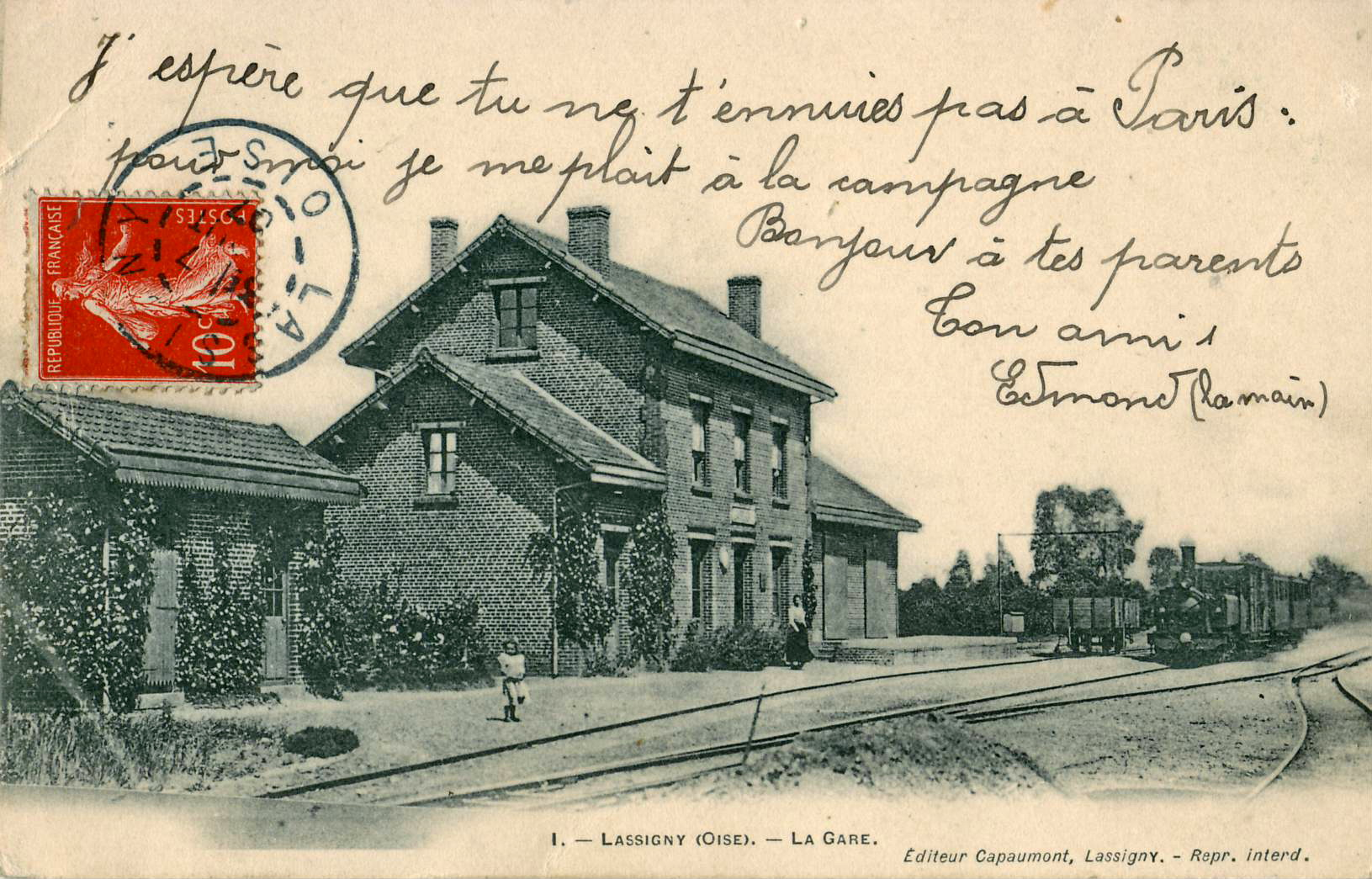
L'ancienne gare de Lassigny.

La Compagnie des Chemins de fer de Milly à Formerie et de Noyon à Guiscard et à Lassigny (MF - NGL) est créée en 1891 pour exploiter des lignes de chemin de fer secondaire à voie métrique du réseau des chemins de fer départementaux de l'Oise entre ces villes du département de l'Oise,.

## Histoire
Les premiers vœux des communes pour disposer d'une ligne de chemin de fer entre Milly et Formerie ou Gaillefontaine datent de 1867 et 1870, sous le nom de ligne de la vallée du Haut-Thérain.
Le Conseil général de l'Oise prend en considération le projet en mars 1876, mais la concession n'est accordée à M. Alfred Lambert, ingénieur, pour 99 ans que le 26 août 1887. Celui-ci se substitua la compagnie, dont le siège était dans les locaux de la Compagnie du Nord, 18 rue de Dunkerque à Paris, le tracé étant approuvé le 16 février 1892.
Le tracé de la ligne a été approuvé le 16 février 1892. La loi de déclaration d'utilité publique est adoptée le 3 juin 1891.
La compagnie obtient le soutien financier de la Compagnie des chemins de fer du Nord, qui lui avait accordée des avances de 2 862 135 francs remboursables par annuités jusqu'en 1950. Le département avait, lui, accordé une garantie de rentabilité du capital investi à 4,4 %.
La ligne de Milly à Formerie fut mise en service le 22 octobre 1894.
Celle de Noyon à Guiscard (14 km) en 1895, prolongée sur 11 km jusqu'à Ham, dans la Somme, en 1913.
La compagnie disparait en 1920, absorbée par la Compagnie générale de voies ferrées d'intérêt local (CGL) qui poursuit l'exploitation de la ligne jusqu'à sa fermeture le 31 décembre 1935.

## Lignes
Milly - Formerie

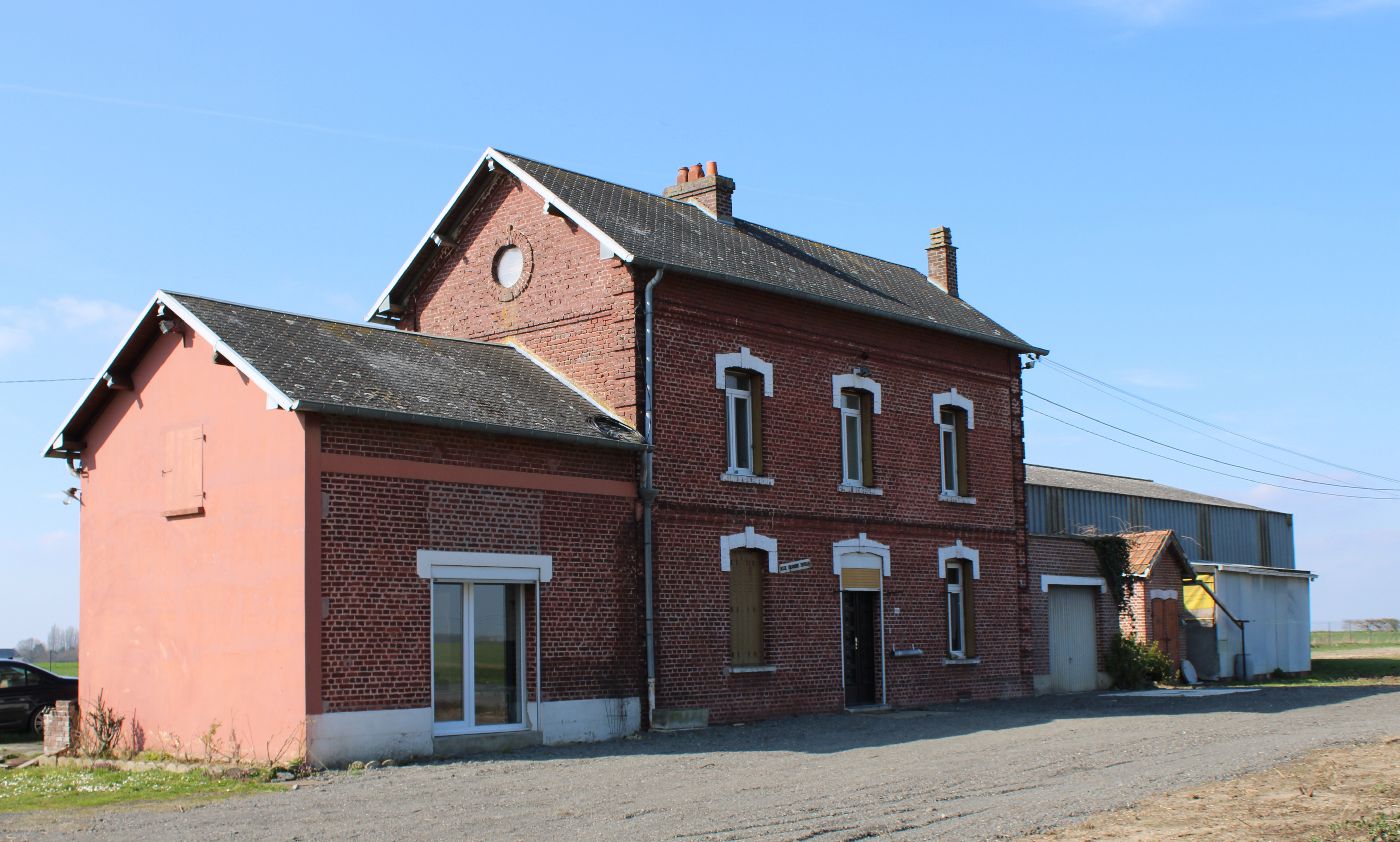
Ancienne gare commune à Flavy-le-Meldeux, Le Plessis-Patte-d'Oie et Berlancourt au bord de la D932 (état en 2019).

La ligne de Milly-sur-Thérain à Formerie d'une longueur de 32 km, à voie métrique, était en correspondance à ses deux extrémités avec les lignes de chemin de fer d'intérêt général : 
- en gare de Milly-sur-Thérain, avec la ligne d'Épinay - Villetaneuse au Tréport - Mers (Paris - Le Tréport) ;
- en gare de Formerie, avec la ligne de Saint-Roch à Darnétal-Bifurcation (Amiens - Rouen).

Noyon - Guiscard - Lassigny
Le groupe de Noyon était constitué de deux lignes :
- Noyon - Ham : 25 km
- Noyon - Rollot - Montdidier : 33 km

Elles se raccordaient au réseau de la Compagnie du Nord en gares de Ham, Noyon, Montdidier, Roye-sur-Matz (ligne de Compiègne à Roye-Faubourg-Saint-Gilles), et à d'autres réseaux de chemins de fer secondaires à voie métrique exploités par la Société générale des chemins de fer économiques en gares de Ham, Montdidier et Bussy.
Un tronçon de 500 mètres de l'ancienne ligne Noyon - Ham est aménagé en voie verte au sud-est de Noyon donnant accès à la route départementale 145 vers Pont-l'Évêque.

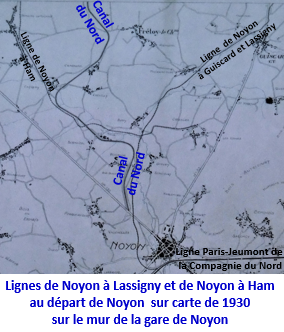
Lignes Noyon-Lassigny et Noyon-Ham au départ de Noyon
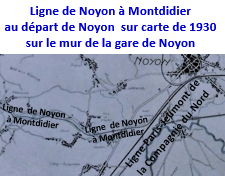
Ligne de Noyon à Montdidier
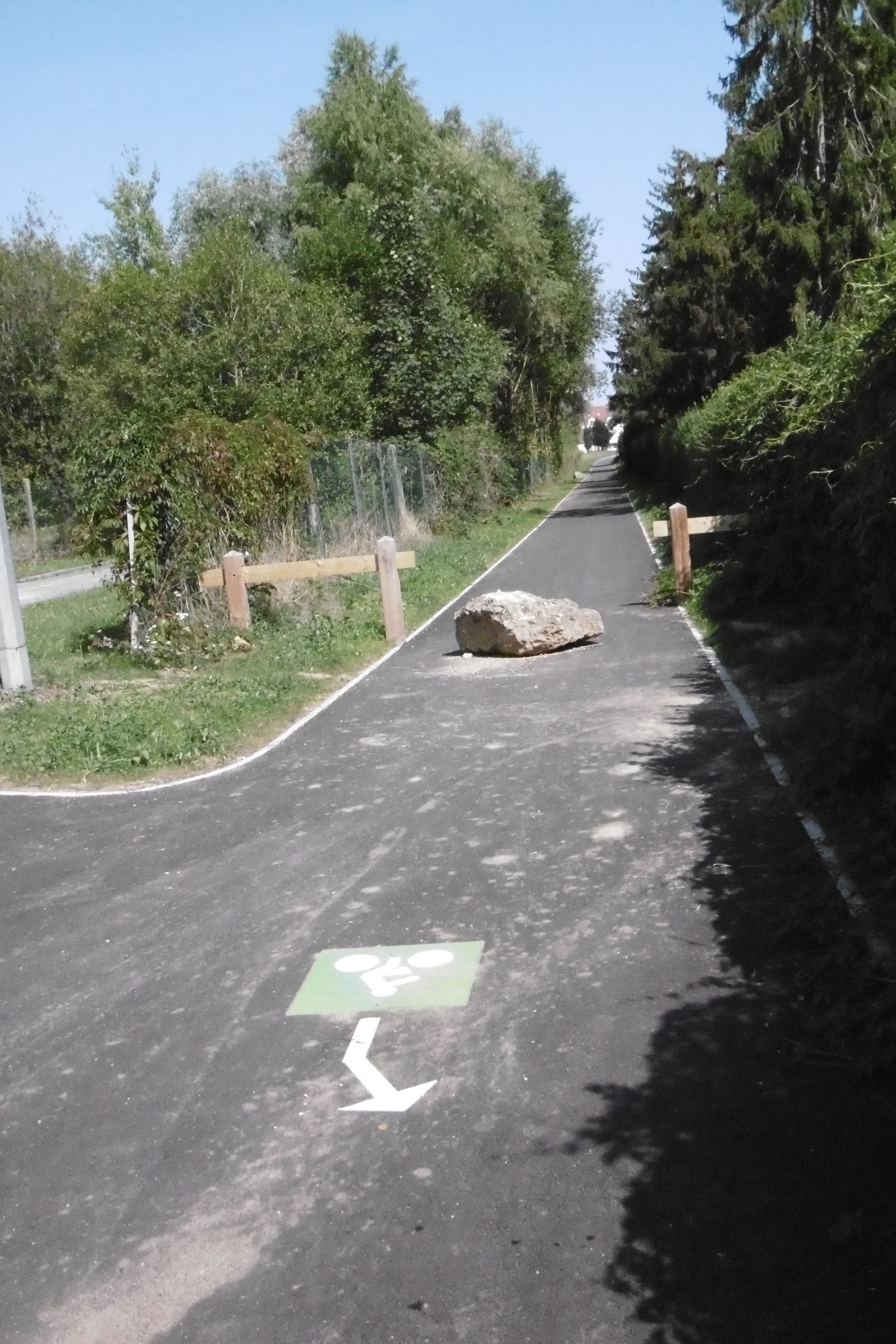
Tronçon de l’ancienne ligne Noyon-Montdidier à la sortie de Noyon aménagée en piste cyclable

## Matériel roulant

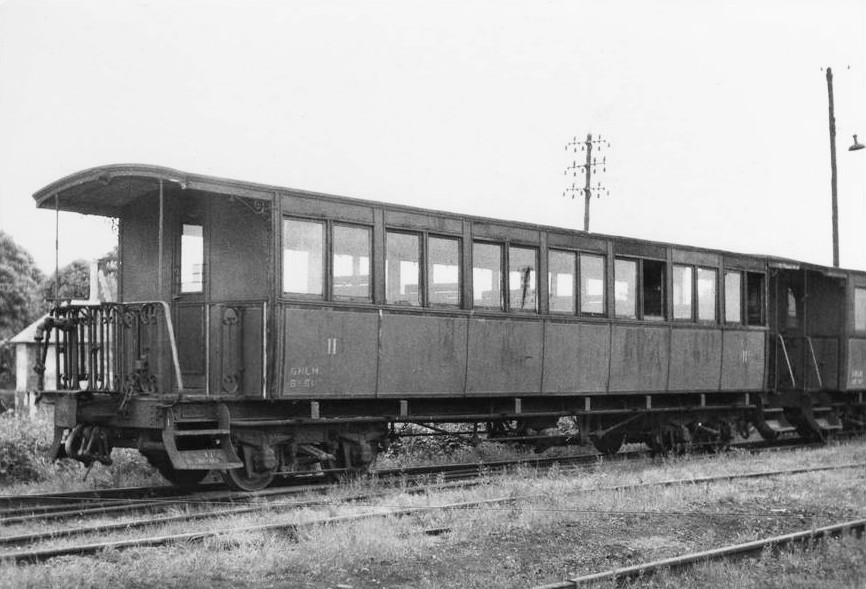
Voiture à bogies n° B 61

Le matériel roulant de la Compagnie pour la ligne Milly-Formerie
- locomotives à vapeur

no 5 à 7, de type 031T, livrées en août 1893 par Corpet (no 546 à 548).
- Voitures à voyageurs

Voitures à bogies n° B 61 et 62